# إمبراطور (فراشة)
إمبراطور أو فراشة الإمبراطور (الاسم العلمي: Apatura)، جنس فراشات من فصيلة الحورائيات وفُصيلة الإمبراطوراوات.